# Verbunkos

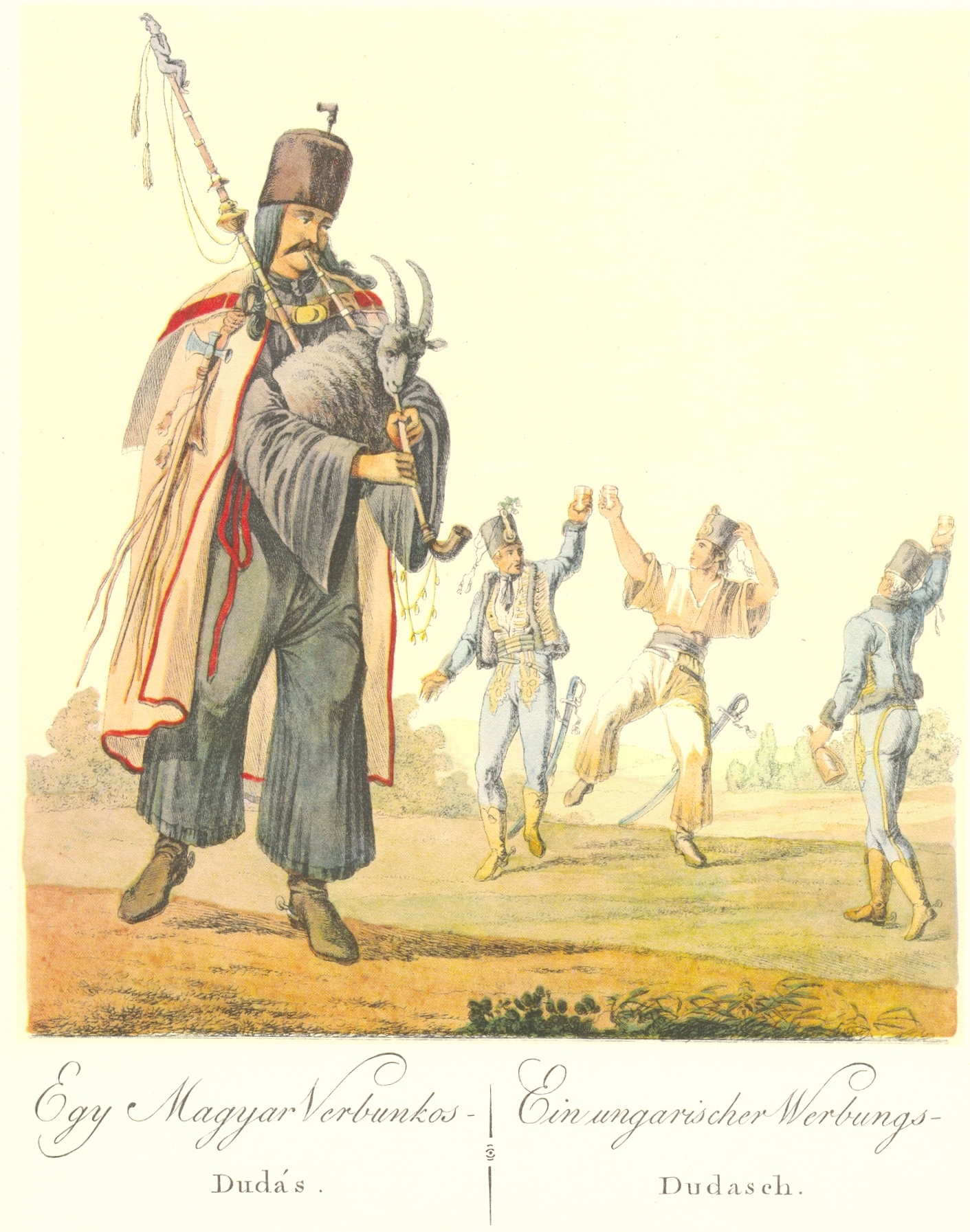

Le verbunkos (ou verbunk) est une danse traditionnelle hongroise de recrutement militaire (de l'allemand « Werbung », recrutement). Le verbunk est dansé dans les campagnes et a des variantes correspondant souvent à un village spécifique. Néanmoins, elles ont en commun les mouvements frappés des mains sur les bottes. C'est la danse des garçons par excellence. Chaque village hongrois a souvent son verbunkos, sa danse de filles (leánytánc, karikázó...) et sa csárdás spécifiques.
L'un des musiciens les plus célèbres ayant fait connaître le verbunk au XIXe siècle est le violoniste tzigane János Bihari ; sa technique et son répertoire inspirèrent notamment Franz Liszt.
Béla Bartók intégra le verbunkos dans certaines de ses œuvres, notamment le Concerto pour orchestre de 1943 ou les Contrastes pour violon, clarinette et piano. 
Mais le plus illustre des verbunkos est celui que Beethoven intégra au Finale de sa troisième Symphonie, dite Symphonie héroïque, à partir de la mesure 210 jusqu'à la mesure 255, une cavalcade fabuleuse, d'un entrain irrésistible et d'une bravoure insurpassable.[non neutre]